# 玛丽亚·费尔南达·埃斯皮诺萨
玛丽亚·费尔南达·埃斯皮诺萨·加塞斯（西班牙語：María Fernanda Espinosa Garcés，1964年9月7日—）是一位厄瓜多尔的政治人物和外交官。她曾任第73届联合国大会主席。她从2012年11月28日至2014年9月23日担任厄瓜多尔国防部长。此前，她于2017年5月至2018年6月担任总统利寧·莫雷諾政府的外交部长。她之前还担任过其他几个部长级职位。她于2008年至2009年和2014年10月至2017年5月担任厄瓜多尔常驻联合国日内瓦代表。她还是诗人和散文家。

## 个人生活
埃斯皮诺萨于1964年9月7日出生于西班牙萨拉曼卡，当时她的父母在该市逗留。她能说流利的法语和英语，并且具有葡萄牙语的工作知识。她爱好诗歌和生态学。她曾在LycéeLa Condamine学习，并于1980年代初毕业。

## 教育
她拥有社会科学和亚马逊研究硕士学位。她还拥有基多的拉丁美洲社会科学学院人类学和政治学研究生学位，以及厄瓜多尔天主教大学的应用语言学专业证书。
除此之外，她还在1990年获得了“厄瓜多尔第一届国家诗歌奖”。

## 政治生涯
在总统拉斐尔·科雷亚政府领导下，埃斯皮诺萨从2007年1月至2007年12月开始担任外交，商务和一体化部长。她于2007年12月至2008年2月担任制宪会议主席阿尔贝托·阿科斯塔（Alberto Acosta）的特别顾问，随后被任命为厄瓜多尔常驻联合国代表。她于2008年3月7日递交了常驻代表的全权证书。从2009年10月到2012年11月，她担任文化遗产统筹部长。
2012年11月，由于国防部长Miguel Carvajal辞职参加2013年国民代表大会选举，埃斯皮诺萨接替他担任国防部长。她是厄瓜多尔继瓜达卢佩·拉里瓦（Guadalupe Larriva）和洛雷娜·埃斯库德罗（Lorena Escudero）之后的第三位领导国防部的女性。2013年3月，电视频道Ecuavisa报道了军方关于将某些上校提升为将军的动乱后，引起了一些争议。科雷亚总统命令埃斯皮诺萨对Ecuavisa采取法律行动，称Ecuavisa的报道是虚假的。2013年3月18日，Ecuavisa道歉并确认未遵循基本的验证程序。她于2014年9月23日辞任部长。
2014年10月，埃斯皮诺萨被任命为厄瓜多尔常驻联合国日内瓦代表。接替了路易斯·加列戈斯的职位。2016年9月，她以常驻代表的身份为朱利安·阿桑奇一案辩护，讨论任意拘留问题。
2017年5月24日，埃斯皮诺萨被任命为总统利寧·莫雷諾政府的外交部长。

## 其他活动
- 国际性别倡导者（英语：International Gender Champions）（IGC）成员[13]
- 世界未来理事会（英语：World Future Council）成员[14]